# مغدان فداغ
 مغدان  نام منطقه‌ای خوش آب و هوا در نزدیکی روستای دیده بان از توابع دهستان فداغ شهرستان گراش می‌باشد که در استان فارس و در کشور ایران واقع شده‌است.

## نخلستان
در این منطقه به دلیل موقعیت مناسب آن جهت کاشت درخت نخل مردم دهستان فداغ از زمان‌های بسیار دور برای خودشان درخت نخل کاشته‌اند که انواع نخل در آنجا وجود دارد و هر سال خرمای زیادی در این منطقه بدست می‌آید.

## چاه آب
زمین‌های منطقه مغدان به قسمت‌های زیادی تقسیم شده‌است که دیوارهای آن را از سنگ و خشت ساخته‌اند و آن را به زبان محلی سگر می‌گویند.هر شخصی داخل زمین خودش یک چاه آب دارد که به‌وسیله آن نخل‌ها را آبیاری می‌کنند. 

## خانه‌های قدیمی
مردم دهستان فداغ در این منطقه برای خودشان خانه‌های گلی ساخته و در فصل تابستان برای نگهداری از نخلهایشان به آنجا رفته و در آنجا زندگی می‌کردند.در حال حاضر نیز آثار این خانه‌ها وجود دارد.

## حیوانات وحشی
در مغدان حیواناتی مانند گراز و روباه و چوله وجود دارد که میوه‌های درختان را می‌خورند.